# Gornje Košlje
Gornje Košlje (em cirílico: Горње Кошље) é uma vila da Sérvia localizada no município de Ljubovija, pertencente ao distrito de Mačva, na região de Podrinje Azbukovica. A sua população era de 505 habitantes segundo o censo de 2011.

## Demografia
| 1948  | 1953  | 1961  | 1971  | 1981 | 1991 | 2002 | 2011 |
| ----- | ----- | ----- | ----- | ---- | ---- | ---- | ---- |
| 1 258 | 1 323 | 1 378 | 1 103 | 989  | 781  | 649  | 505  |